# 드립 마케팅
드립 마케팅(drip marketing)은 시간이 지남에 따라 고객 또는 잠재 고객에게 미리 작성된 일련의 메시지를 보내는("드립" 행위를 하는) 소통 전략이다. 이러한 메시지는 종종 이메일 마케팅의 형태를 취하지만 다른 미디어도 사용할 수 있다. 드립 마케팅은 두 가지 면에서 다른 데이터베이스 마케팅과 구별된다.
1. 메시지의 타이밍은 미리 결정된 과정을 따르다.
2. 수신자의 특정 행동이나 상태에 해당하는 일련의 메시지가 드립(drip)된다. 이 작업은 일반적으로 자동화된다.[1]

## 미디어
- 이메일. 드립 마케팅의 가장 일반적으로 사용되는 형태는 시간이 지남에 따라 여러 메시지를 보내는 데 드는 비용이 저렴하기 때문에 이메일 마케팅이다. 이메일 드립 마케팅은 자동 응답기라는 방식으로 폼(Form)과 함께 사용되는 경우가 많다.
- 다이렉트 메일. 더 비싸지만 표준 우편을 사용하여 드립 마케팅 기술을 가능하게 하는 다이렉트 메일 소프트웨어가 개발되었다. 이 기술은 디지털 인쇄에 의존하며, 적은 양의 인쇄 실행이 비용을 정당화할 수 있고 변수 데이터를 병합하여 각 드립 메시지를 개인화할 수 있다.
- 소셜 미디어. 드립 마케팅의 원칙은 일련의 업데이트를 예약하기 위해 많은 소셜 미디어 마케팅 도구에 적용되었다.